# 卡莎错
卡莎错是一个位于中国四川省甘孜藏族自治州的淡水湖，面积约为1.18平方千米，属于云贵高原区。它的一级流域为长江流域，二级流域为雅砻江水系。